# Explorer 8
Explorer 8 ou Ionosphere Direct Measurements Satellite est un petit satellite scientifique américain du programme Explorer de la NASA lancé le 3 novembre 1960 qui a recueilli des données sur l'ionosphère de la Terre entre 400 et 1 600 km d'altitude.

## Contexte
L'ère des fusées-sondes qui s'ouvre immédiatement après la seconde guerre mondiale puis le début de l'ère spatiale (1957) permettent pour la première fois d'envoyer des instruments dans la haute atmosphère et d'en mesurer les caractéristiques. La mission d'Explorer 8 développée en 1960 par la NASA s'inscrit dans ce contexte. Son objectif principal est  de mesurer in situ dans l'ionosphère la densité et la température des électrons et ainsi que la concentration et la masse des ions positifs.

## Déroulement de la mission
Explorer 8 est lancée depuis la base de lancement de Cape Canaveral le 3 novembre 1960 par une fusée Juno II et placé sur une orbite basse terrestre de 2288 x 417 km avec une inclinaison orbitale de 50,0° et une période de 112,7 minutes. Le satellite, dont la seule source d'énergie est constituée par des batteries, cesse de fonctionner 54 jours plus tard après leur épuisement. La traduction des données transmises s'avéra pratiquement impossible et il a fallu les reconstituer manuellement. Malgré ces difficultés les instruments ont permis d'améliorer de manière importante les connaissances sur l'ionosphère. Explorer 8 est détruit durant sa rentrée atmosphérique le 28 mars 2012.

## Caractéristiques techniques

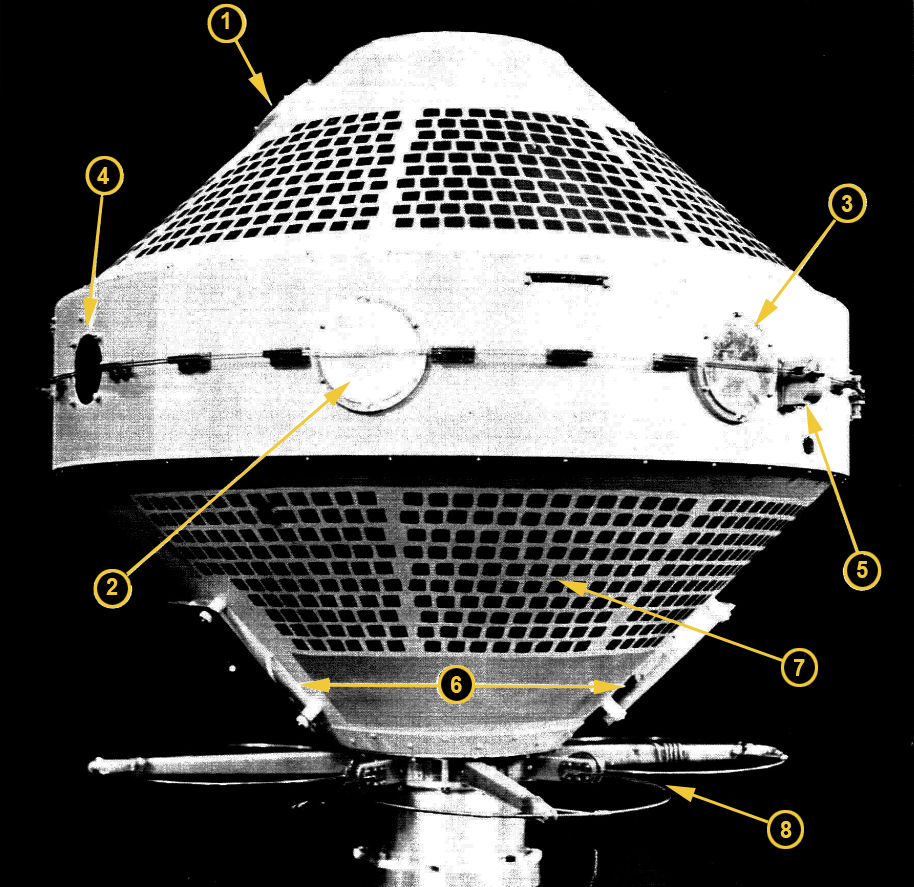
Position des équipements d'Explorer 8. 1 : Sonde mesurant la température des électrons - 2 : Mesure du courant total - 3 : Mesure du courant des électrons - 4 : Capteur d'horizon terrestre - 5 : Mécanisme contre-rotatif - 6 : Microphone à micrométéorites - 7 : Revêtement thermique - 8 : Antennes de transmission des télémesures.

Explorer 8 est un petit satellite de 41,5 kg constitué de deux demi-coques en aluminium en forme de cône tronqué assemblées l'une à l'autre par leur base via un cylindre de faible hauteur. L'ensemble a un diamètre de 76 cm et une hauteur de 76 cm. Le satellite est stabilisé par mise en rotation. Cette structure est revêtue d'un revêtement conducteur de manière que sa surface soit au même potentiel électrique. L'énergie est fournie par un ensemble de batteries au mercure positionnées vers l'équateur du satellite immédiatement derrière la paroi externe et qui permettent d'alimenter les équipements du satellite durant 54 jours. Deux antennes dipolaires de trois mètres de long sont fixées à l'équateur du satellite et déployées en orbite pour mesurer l'impédance. Un capteur d'horizon combiné avec un capteur solaire fournissent des informations sur l'orientation du satellite. L'instrumentation scientifique comprenait :
- Un instrument permet de mesurer le champ électrique ambiant. Le dispositif rotatif permet de mesurer la distribution des charges électriques à la surface du satellite dues aux interactions entre celui-ci et le plasma ambiant[3].
- Un tube photomultiplicateur mesure le flash de lumière émis lorsque des micrométéorites frappent sa surface[4].
- Deux cristaux piézo-électriques attachés à des cartes, son isolées sur le plan acoustique de la paroi du satellite, mesurent la fréquence et le moment d'inertie des micrométéorites[5].
- Deux sondes de Langmuir mesurent la température des électrons[6].
- Quatre pièges à ions mesurent le courant total induit par les ions, les électrons, les autres particules chargées et les photoélectrons piégés[7].
- La concentration en électrons est déterminée en mesurant le changement de capacité électrique d'une antenne dipolaire[8].
- La densité des couches supérieures de l'atmosphère est mesurée via les changements d'orbite induits par les forces de trainée[9].